# Dolichopeza tuberculifera
Dolichopeza tuberculifera är en tvåvingeart som beskrevs av Alexander 1956. Dolichopeza tuberculifera ingår i släktet Dolichopeza och familjen storharkrankar.
Artens utbredningsområde är Taiwan. Inga underarter finns listade i Catalogue of Life.